# Dicranomyia halobia
Dicranomyia halobia är en tvåvingeart som först beskrevs av Tokunaga 1936.  Dicranomyia halobia ingår i släktet Dicranomyia och familjen småharkrankar. Inga underarter finns listade i Catalogue of Life.